# 로스부르크 연구
로스부르크 연구는 나치 독일에서 중령 브렌하드 본 루스부르크와 독일 국방군 최고 사령부의 알프레트 요들이 1940년 9월 15일 수립한 군사 계획이다. 이는 바르바로사 작전 당시 북쪽으로의 공격에 치중한 계획으로, 히틀러가 통과시켰다.
이 작전의 키워드는 다음과 같다. "초기 공격 당시 프리퍄치 습지로 인해 북쪽 또는 남쪽으로의 공격으로 선택해야 한다 ... 북쪽으로의 공격에 대한 장점에 대한 이유는 다음과 같다.
- 훨씬 많이 분포하는 철도들
- 발트 3국의 러시아 전선 패배에 대한 관심
- 작전 수행에서 좀 더 나은 도로 상황
- 핀란드의 제21군과의 연계 가능
- 레닌그라드와 모스크바의 도달 가능

남쪽으로의 공격에 대한 장점은 다음과 같다.
- 루마니아의 위협 지역 제거
- 독일 기갑 부대가 루마니아와 갈리치아의 유전 지대 획득 가능 (그러나, 러시아 국경에서 더욱 진격해야 한다)
- 우크라이나 지역의 중요성.

이 제안으로 인해, 북쪽으로의 공격으로 선택한다."
"동부 프리퍄치 습지에서 두 집단군의 협력은 초기 독일군의 성공 이후 러시아 붕괴의 정도에 따라 달라지게 된다." 비슷한 방향의 독일 일반 참모의 프로젝트는 11월 26일 완성되었다.